# Agapetus sibiricus
Agapetus sibiricus är en nattsländeart som beskrevs av Martynov 1918. Agapetus sibiricus ingår i släktet Agapetus och familjen stenhusnattsländor. Inga underarter finns listade i Catalogue of Life.